# Engelbert Humperdinck (chanteur)
Pour le compositeur allemand, voir Engelbert Humperdinck.
Engelbert Humperdinck, nom de scène d’Arnold George Dorsey, né le 2 mai 1936 à Madras (aujourd'hui Chennai) en Inde, est un chanteur indo-britannique.

## Carrière
Il nait d'un père britannique servant dans l'armée et d'une mère indienne à Madras en 1936, puis déménage pour Leicester en Angleterre à l'âge de 10 ans.
Après avoir failli mourir de la tuberculose en 1961, Arnold Dorsey décide de commencer sa seconde carrière sous le nom d'un compositeur allemand de musique savante, Engelbert Humperdinck.
Il est lancé à l'âge de 27 ans par Gordon Mills, le producteur de Tom Jones, au même moment que lui. En juillet 1966, Engelbert Humperdinck représente l'Angleterre à la Coupe d'Europe du tour de chant à Knokke, en Belgique. Il se fait connaître dans ce pays grâce au titre Dommage, dommage. Pendant cette année, il joue aussi à Malines et à Zeebruges.
En avril 1967, son premier succès en Angleterre fut en fait planétaire, Release Me. Ce titre met fin à la suprématie des Beatles, puisqu'il empêche le dernier single du groupe, Penny Lane/Strawberry Fields Forever, d'atteindre la première place des hit-parades.
Ses plus grands succès ont été repris en France : The Last Waltz (La Dernière Valse par Mireille Mathieu), A Man Without Love (par Ivan Cévic et Joe Dassin sous le titre de Comment te dire).
Le 1er mars 2012, il est choisi pour représenter le Royaume-Uni au Concours Eurovision de la chanson 2012 à Bakou, en Azerbaïdjan.
Pendant quelques années, il passera sous le feu des projecteurs. Jusqu'en avril 2022 où il refera surface grâce à l'explosion sur Tiktok de sa musique  A Man Without Love dans la série Moon Knight.

## Dans les charts américains
- Release Me (And Let Me Love Again) - #4, 1967
- There Goes My Everything - #20, 1967
- The Last Waltz - #25, 1967
- Am I That Easy to Forget - #18, 1968 (#1 Adult Contemporary hit for 1 week)
- A Man Without Love (Quando m'innamoro) - #19, 1968
- Les Bicyclettes de Belsize - #31, 1968
- The Way It Used to Be - #42, 1969
- I'm a Better Man - #38, 1969
- Winter World of Love - #16, 1970
- My Marie - #43, 1970
- Sweetheart - #47, 1970
- When There's No You - #45, 1971 (#1 Adult Contemporary hit for 1 week)
- Another Time, Another Place - #43, 1971
- After the Lovin - #8, 1977 (#1 Adult Contemporary hit for 2 weeks) <Certified GOLD>